# Dragutin Pavličević
Dr. sc. Dragutin Pavličević (Luka Krmpotska kod Novog Vinodolskog, 15. siječnja 1932.), hrvatski je povjesničar.

## Životopis
Dragutin Pavličević rodio se u Luci Krmpotskoj kod Novog Vinodolskog 1932. godine. Odrastao je u Pleternici gdje je završio osnovnu školu a gimnaziju je pohađao u Požegi. Studirao je povijest i hrvatski jezik u Zagrebu a diplomirao je povijest na Sveučilištu u Beogradu. Isprva je radio kao nastavnik u pleterničkoj osnovnoj školi, a kasnije i kao direktor škole. Nakon završenog izvanrednoga studija povijesti na Filozofskom fakultetu u Beogradu (1964.), postao je predavač povijesti na Pedagoškoj akademiji u Petrinji. Godine 1965. utemeljio je Povijesno društvo za Sisak, Petrinju i Banovinu. U razdoblju 1968. do 1970. godine bio je ravnatelj gimnazije u Petrinji. Magistrirao je 1970. godine a doktorirao 1976. godine na Filozofskom fakultetu u Zagrebu s temom Narodni pokret 1883. u Hrvatskoj. Od 1970. do 1976. godine urednik je u Školskoj knjizi u Zagrebu. Od 1976. godine bio je znanstveni suradnik u Institutu za hrvatsku povijest, potom znanstveni savjetnik Zavoda za hrvatsku povijest Filozofskoga fakulteta u Zagrebu, a od 1997. do 2003. godine znanstveni savjetnik u Institutu društvenih znanosti "Ivo Pilar", nakon čega odlazi u mirovinu.
Jedan je od osnivača Instituta za hrvatsku povijest Filozofskog fakulteta u Zagrebu (1971.) te pokretač Hrvatskih studija Sveučilišta u Zagrebu (1993.). Član je triju međunarodnih i četiriju domaćih znanstvenih udruga.
Do 31. prosinca 2003. godine objavio je 462 rada, od toga je 111 izvornih znanstvenih radova, 8 monografija i sinteza povijesti Hrvatske, te Bosne i Hercegovine.

## Urednik, priređivač i suautor
Urednik je, priređivač i suautor knjiga: "Vojna krajina" (1984.), "Sisak i Banija - priručnik za učenike" (u suautorstvu s Đorđem Đurićem, 1987),"Dnevnik Maksimilijana Vrhovca 1" (1987.), "Politička povijest Hrvatske 1" Josipa Horvata (1990.), "Pod Okićem: zavičajna knjiga župa sv. Marije i sv. Martina" (1993.), "Slavonske povijesne teme" Vjekoslava Klaića (1994.), stručni voditelj skupa "Jugoistočna Europa 1918. – 1995." 1,2, (zbornik tiskan na hrvatskom i engleskom jeziku 1996. i 1999.), "Krbavska bitka i njezine posljedice" (1998.), "Izabrani politički spisi" Ivana Mažuranića (1999.), "85 godina NK Slavije u Pleternici", (2011.) (napisao poglavlje Nogomet uopće, u Hrvatskoj te u Pleternici (1926. – 1958.), str. 9. – 76.).

## Nepotpun popis djela
- Na vratima Požeške doline, 1961.
- Buna u bivšoj Banskoj krajini 1883., 1973.
- Narodni pokret 1883. u Hrvatskoj, 1980.
- Hrvatske kućne/obiteljske zadruge I., (do 1881.), 1989., (2. ponovljeno izd. 2010.)[9]
- Kninski zbornik, 1993. (suautori Stjepan Antoljak, Trpimir Macan)
- Moravski Hrvati: povijest, život, kultura, 1994.
- Povijest Hrvatske, 1994., (2. izd. 2000., 3. izd. 2002., 4. izd. 2007.)
- Kratka politička i kulturna povijest Hrvatske, 1998.
- Kratka politička i kulturna povijest Bosne i Hercegovine, 2000.
- Hrvati i istočno pitanje, 2007.
- Iz ambara sjećanja i divana, 2007. (memoarska knjiga)
- Grad Pleternica 1270. – 2010., 2009. (suautori: Katarina Slovaček Aldarović, Dragutin Bajt, Josip Hurtiš, Franjo Novak, Hrvoje Potrebica, Tomislav Radonić, Vlado Štibrić, Dorotea Valenta i Juraj Zelić)[10]
- Hrvatske kućne/obiteljske zadruge II. (nakon 1881.), 2010.[9]
- Jablani kraj Orljave, 2011. (zbirka pjesama)[11]
- Sto lovačkih priča i zanimljivosti, 2015., (zbirka priča i putopisa)[12]
- Povijest jednog povjesničara: doživljaji iz borbe protiv "klasnog neprijatelja" u Zagrebu od 1947. do 1952., 2017.

Njegovo djelo "Povijest Hrvatske" je na poljski prevela Łucja Danielewska, a poljski prijevod se zove Historia Chorwacji. Knjiga je tiskana 2004. godine.

## Nagrade i priznanja i odlikovanja
- 1989.: Državna nagrada za znanost "Bartol Kašić", za knjigu "Hrvatske kućne zadruge 1".
- 1995.: Nagrada za cjelokupnu djelatnost "Ivan Filipović", za knjigu "Moravski Hrvati: povijest, život, kultura".
- 1997.: Počasni građanin grada Pleternice.
- 1998.: Red Danice hrvatske s likom Ruđera Boškovića.[14]
- 1998.: Medalja s kolajnom s likom dr. Ive Pilara - Dan Instituta 26. studenog 1998.[14]
- 2000.: Državna nagradu za znanost, za knjigu "Povijest Hrvatske" – drugo prošireno i dopunjeno izdanje.[4]

## Vanjske poveznice
- Hrvati i istočno pitanje, Predgovor[neaktivna poveznica] (PDF)
- HIC: Dragutin Pavličević: Kratka politička i kulturna povijest Hrvatske  Arhivirana inačica izvorne stranice od 30. lipnja 2004. (Wayback Machine)
- historiografija.hr: Dragutin Pavličević: Buna u bivšoj Banskoj krajini 1883.  Arhivirana inačica izvorne stranice od 3. lipnja 2016. (Wayback Machine) (PDF)
- historiografija.hr: Dragutin Pavličević: Seljački nemiri u stubičkom kraju 1883. godine  Arhivirana inačica izvorne stranice od 4. ožujka 2016. (Wayback Machine) (PDF)